# BMM-Zellen
BMM-Zellen (bone marrow microenvironment) sind eine Mischung von Zelltypen aus dem Knochenmark von Mäusen, meistens von Labormäusen, die unter anderem zur Untersuchung von primären Zellen verwendet werden.

## Eigenschaften
BMM-Zellen sind primäre Zellen, die aus dem Oberschenkelknochen durch Ausspülen mit isotonischer Lösung gewonnen werden. Im Gegensatz zu Zelllinien sind BMM-Zellen als Modell den Zellen in einem Organismus ähnlicher, denn unter anderem fehlt bei BMM-Zellen die Immortalisierung wie bei Zelllinien. BMM-Zellen werden frisch präpariert und entweder in Zellkultur bis kurz vor die Konfluenz kultiviert oder ohne vorherige Zellkultur untersucht, um im letzteren Fall die Effekte des Zellkulturmediums auf die Zellen zu mindern. Sie werden unter anderem zur Charakterisierung von Makrophagen und der Hämatopoese verwendet.